# Маркос, Кристина
Кристина Маркос (исп. Cristina Marcos; род. 19  декабря 1963, Барселона, Испания) — испанская актриса. Лауреат премии «Гойя» (1994).

## Биография
Родилась в Барселоне. Выросла и получила образование в Мадриде. В возрасте семнадцати лет дебютировала в фильме «Маравильяс» режиссёра Мануэля Гутьеррес-Арагона, где сыграла главную женскую роль. Партнёром Маркос в картине был известный актёр Фернандо Фернан-Гомес. В следующим году она снялась в фильме «Следующая станция» режиссёра Антонио Мерсеро.
Снявшись в двух картинах, Маркос поступила в школу Кристины Роты, где обучалась актёрскому мастерству, одновременно изучая в университете филологию. В 1987 году актриса сыграла в фильме «Скрываясь» режиссёра Херардо Эрреро. В 1991 году за роль в фильме «Высокие каблуки» режиссёра Педро Альмадовара она в первый раз была выдвинута на премию «Гойя» в номинации «Лучшая женская роль». В 1994 году в той же номинации Маркос одержала победу. Она получила премию за роль в фильме «Все мужчины одинаковы» режиссёра Мануэля Гомеса-Перейры. В том же году актриса сыграла в тюремной драме о женщинах «Среди красных» режиссёра Азучены Родригес.
В 1995—1997 годах Маркос снялась в нескольких комедиях: «Поместите человека в вашу жизнь» режиссёра Евы Лесмес, «Сумасшедшее сердце» режиссёра Антонио Реала и «Глупая мама». С 1989 года по настоящее время актриса снимается в телевизионных сериалах. Маркос также известна как театральная актриса. Она неоднократно номинировалась и получала премию Союза актёров и актрис Испании.

## Фильмография
| Год  | Фильм                   | Оригинальное название       | Роль       | Режиссёр          |
| ---- | ----------------------- | --------------------------- | ---------- | ----------------- |
| 1981 | «Маравильяс»            | Maravillas                  | Маравильяс | Мануэль Арагон    |
| 1982 | «Следующая станция»     | La próxima estación         | Ана        | Антонио Мерсеро   |
| 1985 | «Звуки и голоса в ночи» | Sonidos y voces en la noche | —          | Хуан Куэста       |
| 1986 | «Профессия мальчиков»   | Oficio de muchachos         | Тина       | Карлос Марчент    |
| 1988 | «Скрываясь»             | Al acecho                   | —          | Херардо Эрреро    |
| 1989 | «Оливковая роща Аточа»  | El olivar de Atocha         | Кончита    | Карлос Серрано    |
| 1990 | «Женщина твоей жизни»   | La mujer de tu vida         | Атракадора | Мигель Эрмозо     |
| 1990 | «Континенталь»          | Continental                 | Анабель    | Хавьер Вильяверде |

## Награды
Информация предоставлена кинобазой Internet Movie Database:
| Награда         | Год  | Категория             | Фильм                   | Итог      |
| --------------- | ---- | --------------------- | ----------------------- | --------- |
| „Премия «Гойя»“ | 1991 | „Лучшая женская роль“ | „Высокие каблуки“       | Номинация |
| „Премия «Гойя»“ | 1994 | „Лучшая женская роль“ | „Все мужчины одинаковы“ | Победа    |